# Charles Epstein
Pour les articles homonymes, voir Epstein.
Ne doit pas être confondu avec Charles Epstein (généticien) (en).
Charles Lawrence Epstein est un professeur américain de mathématiques à l'université de Pennsylvanie à Philadelphie.

## Champs de recherches
Les domaines d'Epstein sont l'analyse mathématique et les mathématiques appliquées. Son intérêt s'étend à l'analyse microlocale, à la théorie de l'indice, aux problèmes aux limites, à l'Imagerie par résonance magnétique et à la biomathématique.

## Études et carrière
Charles Epstein, détenteur d'un bac mathématiques passé au MIT, est diplômé du Courant Institute (Université de New York) où il a reçu son PhD, dirigé par Peter Lax.
Il y a été chercheur postdoctoral sous la houlette de William Thurston avant de s'installer à l’université de Pennsylvanie où il travaille et enseigne encore.
Il est actuellement honoré du titre de professeur de mathématiques 'Thomas A. Scott' (en) et occupe une chaire de mathématiques appliquées et de sciences numériques.

## Vie privée
Epstein est marié et père de deux enfants.

## Prix et distinctions
Charles L. Epstein a reçu le K. O. Friedrichs Prize du Courant Institute.
En 2016, il reçoit avec François Trèves le Prix Stefan Bergman.

## Publications

### Livres
- (en) C L Epstein, Introduction to the mathematics of medical imaging. Second edition. Society for Industrial and Applied Mathematics (SIAM), Philadelphia, PA, 2008. xxxiv+761 pp.  (ISBN 978-0-89871-642-9)
- (en) C L Epstein, The spectral theory of geometrically periodic hyperbolic 3-manifolds. Mem. Amer. Math. Soc. 58 (1985), no. 335, ix+161 pp.

### Articles
- C L Epstein, R. B. Melrose et G A Mendoza, Resolvent of the Laplacian on strictly pseudoconvex domains. Acta Math. 167 (1991), no. 1–2, 1–106.
- C L Epstein, The hyperbolic Gauss map and quasiconformal reflections. Journal für die reine und angewandte Mathematik 372 (1986), 96–135.
- C L Epstein, R Melrose, Contact degree and the index of Fourier integral operators. Math. Res. Lett. 5 (1998), no. 3, 363–381.
- C L Epstein, Embeddable CR-structures and deformations of pseudoconvex surfaces. I. Formal deformations. J. Algebraic Geom. 5 (1996), no. 2, 277–368.
- C L Epstein, CR-structures on three-dimensional circle bundles. Invent. Math. 109 (1992), no. 2, 351–403.
- D M Burns, C L Epstein, Embeddability for three-dimensional CR-manifolds. J. Amer. Math. Soc. 3 (1990), no. 4, 809–841.
- C L Epstein, A relative index on the space of embeddable CR-structures. I. Ann. Math. (2) 147 (1998), no. 1, 1–59.
- C L Epstein, Asymptotics for closed geodesics in a homology class, the finite volume case. Duke Math. J. 55 (1987), no. 4, 717–757.
- C L Epstein, G M Henkin, Stability of embeddings for pseudoconcave surfaces and their boundaries. Acta Math. 185 (2000), no. 2, 161–237.
- C L Epstein, A relative index on the space of embeddable CR-structures. II. Ann. Math. (2) 147 (1998), no. 1, 61–91.
- D Burns, C L Epstein, Characteristic numbers of bounded domains. Acta Math. 164 (1990), no. 1–2, 29–71.
- C L Epstein, M Gage, The curve shortening flow. Wave motion: theory, modelling, and computation (Berkeley, Calif., 1986), 15–59, Math. Sci. Res. Inst. Publ., 7, Springer, New York, 1987.
- D M Burns, Jr, C L Epstein, A global invariant for three-dimensional CR-manifolds. Invent. Math. 92 (1988), no. 2, 333–348.
- C L Epstein, G M Henkin, Extension of CR-structures for 3-dimensional pseudoconcave manifolds. Multidimensional complex analysis and partial differential equations (São Carlos, 1995), 51–67, Contemp. Math., 205, Amer. Math. Soc., Providence, RI, 1997.
- C L Epstein, B Kleiner, Spherical means in annular regions. Comm. Pure Appl. Math. 46 (1993), no. 3, 441–451.
- C L Epstein, G M Henkin, Embeddings for 3-dimensional CR-manifolds. Complex analysis and geometry (Paris, 1997), 223–236, Progr. Math., 188, Birkhäuser, Basel, 2000.
- C L Epstein, Subelliptic SpinC Dirac operators. I. Ann. Math. (2) 166 (2007), no. 1, 183–214.